# アンセット・ニュージーランド航空703便墜落事故
アンセット・ニュージーランド航空703便墜落事故は、1995年6月9日にニュージーランドで発生した航空事故である。オークランド国際空港からパーマストンノース空港へ向かっていたアンセット・ニュージーランド航空703便（デ・ハビランド・カナダ DHC-8-102）が着陸進入中に空港の東16km地点に墜落し、乗員乗客21人中4人が死亡した。

## 飛行の詳細

### 事故機

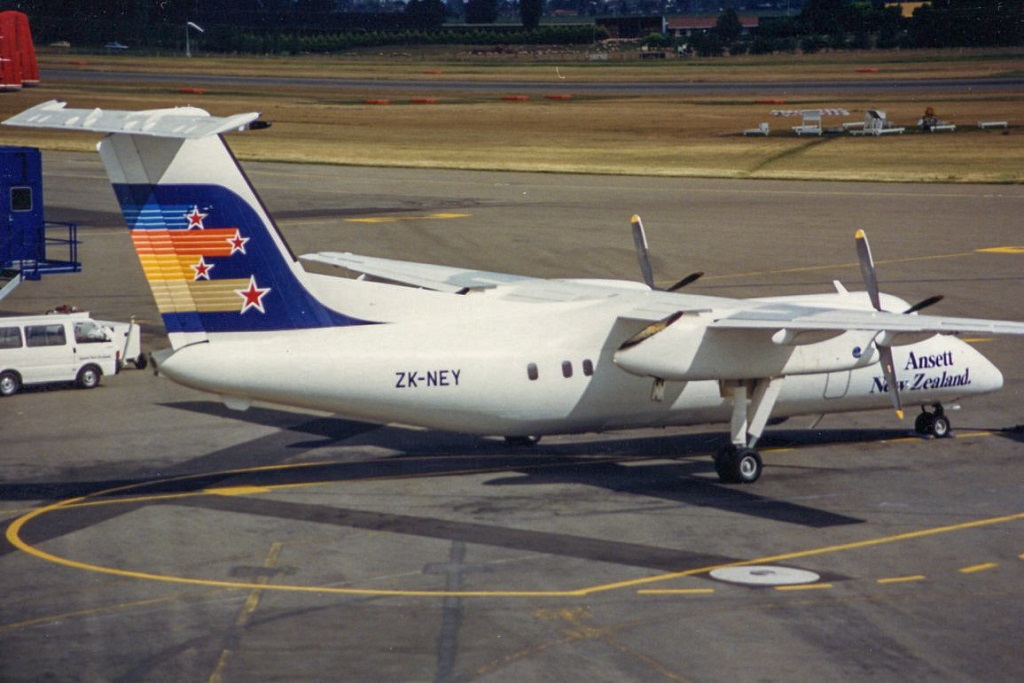
事故機のDHC-8-102

事故機のデ・ハビランド・カナダ DHC-8-102（ZK-NEY）は1986年に製造番号055として製造され、同年12月にアンセット・ニュージーランド航空に納入された。総飛行時間は22,154時間で、24,976サイクルを経験していた。

### 乗員
機長は40歳の男性で、1989年4月にアンセット・ニュージーランド航空に雇用された。機長はDHC-8の他にボーイング737-200、BAe 146、フェアチャイルド SA227 メトロライナーでの飛行資格を有しており、1994年10月30日まではボーイング737とBAe 146のパイロットとして勤務していた。総飛行時間は7,765時間で、DHC-8では273時間の経験があった。1995年3月に行われた検査では、平均以上のリーダーシップがあると評価されていた。
副操縦士は33歳の男性で、1994年11月にアンセット・ニュージーランド航空に雇用された。副操縦士はDHC-8の他にデ・ハビランド・カナダ DHC-6、ブリテン・ノーマン アイランダー、エンブラエル EMB 110、ビーチクラフト キングエアでの飛行資格を有しており、入社以前はパプアニューギニアでパイロットとして勤務していた。また、入社以前は2人乗務の経験をほとんどなかった。総飛行時間は6,460時間で、DHC-8では341時間の経験があった。

## 事故の経緯
現地時間8時17分、703便はオークランド国際空港を離陸した。パーマストンノース空港へはVOR/DME進入で滑走路07へ着陸する予定だった。しかし出発機が存在したため、滑走路25へのVOR/DME進入に変更された。空港から14マイル地点でパイロットはエンジン出力をアイドルにした。空港から12マイル地点で副操縦士は着陸装置を降ろしたが、右主脚がロックされなかった。副操縦士はクイック・リファレンス・ハンドブック（QRH）の指示に従って着陸装置をロックさせようとしたが、機長はいくつかの項目を省略してチェックリストを完了するよう指示した。機長は着陸装置を手動で展開するためのハンドルを引くよう副操縦士に言い、副操縦士はこれに従った。その直後、GPWSが作動した。その約5秒後、703便は標高1,272フィート (388 m)の丘に激突した。墜落後、乗客の男性が携帯電話で管制官に連絡し、救助隊が現場に到着することを支援した。

### 死傷者

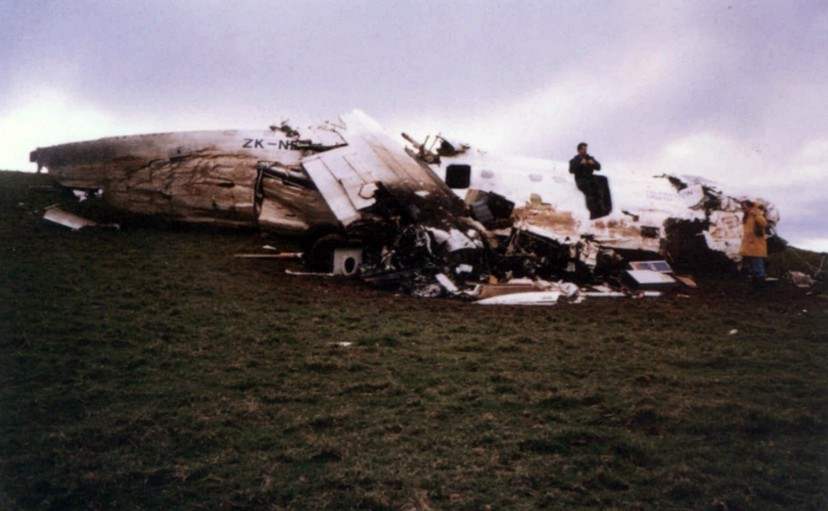
胴体右側の損傷

墜落時の衝撃により客室乗務員が頭部に致命傷を負い死亡した。乗客のレジナルド・ジョン・ディクソン（Reginald John Dixon）は主翼付近に閉じ込められた2人の乗客の救助を試みたが、火災によって妨げられた。この2人の乗客は胸部の怪我によって死亡した。ディクソンも救助活動中にフラッシュ・ファイアによって重度の火傷を負い、12日後に死亡した。その他の12人の乗客とパイロット2人が重傷を負い、3人が軽傷を負った。
1999年、ディクソンはニュージーランドの民間人の勇気に対して授与される最高勲章であるニュージーランド十字章を授与された。

## 事故調査
ニュージーランドの運輸事故調査委員会（TAIC）が事故調査を行った。

### 着陸装置の不具合
アンセット・ニュージーランド航空の保有する2機のDHC-8では7年間で14回の着陸装置の不具合に見舞われており、このうちの1機が事故機だった。同社は1994年12月に修理部品を発注した。事故機の片側の主脚にはこの部品が取り付けられていたが、もう片方には取り付けられていなかった。
現場から回収された着陸装置のロックラッチが磨耗していたことが調査により判明した。デ・ハビランド・カナダは1994年11月に整備プログラムを発行しており、この中でどの程度摩耗が進行していたら検査を行うべきかの基準を記していた。事故機のロックラッチにはこの基準を越える摩耗がみられた。

### パイロットの行動
進入中に着陸装置が故障した場合、アンセット・ニュージーランド航空の手順では進入を継続しながら問題解決を図るか進入を中止して問題の解決を行うかを機長が裁量によって決定することとなっていた。機長は進入を継続し、副操縦士に問題の解決をまかせ、自身は操縦及び機外の監視を行うという手順に従った対処を行った。機長は問題解決に割ける時間が限られていることを認識し、副操縦士にQRHの最初の項目を省略するよう指示した。副操縦士は最初の与圧に関する項目を省略し、対気速度の確認を行う項目を始めに実行した。TAICは、機長が副操縦士と状況を適切に話し合っていれば進入復航を行ったかもしれないと述べた。着陸進入において機体は安定しておらず、さらに進入を継続しながら問題の対処に当たった場合、機長の作業量が増えて判断が遅れてしまう可能性があった。最終的に機長はQRHの実行を行う副操縦士を手伝うことに注意を向けてしまい、外部の監視がおろそかとなった。

### GPWSの警報
事故当時、機体の前脚と左主脚はロックされていたが右主脚がロックされなかったため、GPWSは着陸装置が展開されていない状態で飛行していると感知していた。この状態でVOR/DME進入を行ったため、GPWSは墜落の4.5-4.8秒前に作動した。DFDRによればパイロットは機首上げを行って墜落を避けようとした。TAICはGPWSの作動から墜落までの時間が短く、墜落を防ぐのには不十分だった可能性があると結論付けた。調査によれば、GPWSの警報を聞いてからパイロットが回避操作を実行するまでに平均5.4秒がかかるとされている。GPWSの製造業者は、墜落の17秒前には警報が作動したはずであると述べた。事故現場からGPWSの装置類が回収され、TAICはテストを行った。テストはデジタルフライトデータレコーダー（DFDR）のデータと実際の標高を用いて703便の飛行経路を再現して3回行われた。GPWSは墜落の13-14秒前にいずれも作動した。GPWSが適切に作動しなかった原因は特定されなかった。
事故機に搭載されていたものと同型のGPWSでは不必要なタイミングで警報が作動するといった事が多数報告されていた。デ・ハビランド・カナダはGPWSの地形データを更新することにより警報の精度が向上すると考えていた。GPWSの製造業者はデータの更新などをDHC-8の運用者に推奨していた。しかし運用者たちはこの推奨事項はボーイング737など高速で飛行する機体向けのものであると認識し、データの更新などを行っていなかった。代わりに、着陸装置とフラップを早く展開することにより不要な警報が作動しないよう対処しており、これによって誤作動や不要な警報は減少していた。
2001年、ニュージーランド警察が乗客が使用した携帯電話がGPWSの作動に影響を与えたか調査を行った。これについてTAICは最終報告書で、「乗客が使用した携帯電話はGPWSの作動が遅れたこととは無関係であった」と結論付けた。

### 高度計が故障していた可能性
GPWSの作動が遅れた原因として唯一考えられるのは電波高度計の故障だった。1996年2月16日、703便の機長がTAICに対して手紙を書き、その中で高度計の値が2,800フィート (850 m)から1,800フィート (550 m)へ飛んだように感じたと述べた。しかし電波高度計の値はDFDRに記録されておらず、故障が発生していたか特定することはできなかった。また、現場から機長席側のレーダー高度計のアンテナが回収され、TAICはテストを行ったが故障の有無について確証は得られなかった。このアンテナは塗料によって塗装されており、これによってGPWSが警告を発するタイミングが遅れた可能性が示唆された。これについてTAICは塗料によって信号が反射や遮断された可能性は無いとコメントした。
事故機の整備記録には電波高度計が故障したという記録は残っていなかった。TAICは現場付近に設置されていた電波塔から発信された電波が高度計に影響を与えた可能性を調査した。調査の結果、高度計を狂わせるほどの電波は電波塔から発信されていなかったと判明した。

### 事故原因
TAICは最終報告書で以下のことを事故原因として述べた。
- 機長が適切な進入経路を維持するために必要なエンジン出力が設定されているか確認を怠ったこと。
- 機長が高度の監視に対する注意を欠いた、あるいは高度を誤解したこと。
- パイロットたちが着陸装置の故障を解決するために、機体を安全に飛行させるという本来の仕事を達成できなかったこと。
- 着陸装置の故障が発生した際に、機長が進入復航を行わずに問題の解決を図ろうとしたこと。
- QRHを実行している際に、高度の相互監視を行う必要が求められていなかったこと。
- 副操縦士がQRHを手順通りに実行しなかったため、機長の注意が散漫となったこと。
- GPWSが適切に作動しなかったこと。

## 事故後
事故後、重傷を負った生存者15人のうち12人がアンセット・ニュージーランド航空に対して25万ドルの懲罰的損害賠償を求め、訴えを起こした。また、ニュージーランドのパイロット組合は最終報告書にCVRの記録を載せるべきではないと求めていたが、裁判所はこの要求を却下した。この一連の騒動を受けて一部の国際線パイロットは、ニュージーランド上空を飛行する際にCVRをオフにする予定だと話した。
2000年、機長は乗客4人に対する過失致死罪で起訴された。6週間の裁判の後、機長は無罪判決を受けた。

## 映像化
- メーデー!:航空機事故の真実と真相 第19シーズン第8話「Caught In A Jam」